# Topònims de Miravet (Castell de Mur)
Llistat de topònims de la casa forta i caseria de Miravet, actualment despoblada, de l'antic terme municipal de Mur, actualment integrat en el de Castell de Mur, al Pallars Jussà, presents a la Viquipèdia.

## Cabanes
- Miravet: Cabana de Sebastià

## Castells
- Casa forta de Miravet

## Corrals
- Corral de Tomeu

## Esglésies
- Mare de Déu de la Collada

## Masies (pel que fa als edificis)
| - Cal Benet | - La Grisa |  |  |

## Geografia

### Camps de conreu
| - Tros de la Collada | - Tros del Pere | - Pla del Roure | - Horts de Miravet |

### Cingleres
- Cinglo de la Censada

### Corrents d'aigua
| - Barranc de Carboners | - Barranc de la Censada | - Llau de Farmicó |  |

### Diversos
| - La Censada | - Roca de la Quadra | - La Teulera de la Censada |  |

### Entitats de població
- Miravet

### Masies (pel que fa al territori)
| - Cal Benet | - La Grisa |  |  |

### Muntanyes
- Les Mosques

### Obagues
| - Obac de Farmicó | - Obac de Miravet |  |  |

### Planes
- Pla del Roure

### Solanes
- Solà de Miravet

### Vedats
- Vedat de la Grisa

### Vies de comunicació
- Camí de Miravet